# Jean Jolivet
Pour les articles homonymes, voir Jollivet et Jolivet.
Jean (Christophe) Jolivet, né le 9 janvier 1925 à Saint-Cloud, mort le 8 mars 2018 à Rueil-Malmaison, est un philosophe et médiéviste français. Spécialiste de philosophie médiévale, directeur d'études honoraire à l'École pratique des hautes études (1970-1993), il a codirigé la collection « Études de philosophie médiévale » (fondée par Étienne Gilson) pour la Librairie philosophique Vrin. 

## Biographie
Jean Jolivet est élève au lycée Florent-Schmitt à Saint-Cloud, puis au lycée Louis-le-Grand à Paris, il entre à l'École normale supérieure en 1945. Agrégé de philosophie, il enseigne aux lycées de Dijon (1949-1950), d'Évreux (1950- 1952), puis d'Alger (1952-1955). Profitant de son séjour en Algérie, il apprend l'arabe. 
En 1955, il entre au CNRS, et devient ensuite maître assistant à la Faculté des lettres de Paris (1961-1964), à celle de Nanterre (1964-1965), puis à l'École pratique des hautes études, Section des sciences religieuses (1965-1970). Il soutient sa thèse de doctorat en 1969. Sa thèse principale porte sur Arts du langage et théologie chez Abélard ; sa thèse complémentaire, sur L'Intellect selon al-Kindi. 
Il est élu directeur d'études à la cinquième section de l'EPHE en 1970, où il enseigne sur Religions et philosophies dans le christianisme et l'islam au Moyen Age jusqu'en 1993. De sa création, en 1976, jusqu'en 1992, il dirige l'équipe d'Histoire des sciences et de la philosophie arabes (CNRS/EPHE), à présent Centre d'histoire des sciences et des philosophies arabes et médiévales. 
Chevalier des Palmes académiques, Jean Jolivet a reçu la médaille de bronze du CNRS en 1969. 
Il a exercé de multiples responsabilités éditoriales dans diverses revues (Archives d'histoire doctrinale et littéraire du Moyen Age, Revue de métaphysique et de morale, Arabica, Arabic Sciences and Philosophy) et collections.

## Principales publications

### Ouvrages et articles
- Godescalc d'Orbais et la Trinité : la méthode de la théologie à l'époque carolingienne, Paris, Vrin, 1958.
- La Philosophie médiévale en Occident (dans Histoire de la philosophie de l'Encyclopédie de la Pléiade, I (1969), p. 1198-1956).
- Arts du langage et théologie chez Abélard, Paris, Vrin, 1969.
- Abélard ou la philosophie dans le langage, Paris, Seghers, 1970.
- L'intellect selon Kindi, Leyde, Brill, 1971
- Aspects de la philosophie médiévale : Abélard. Doctrines du langage, Paris, Vrin, 1987.
- Philosophie médiévale arabe et latine, Paris, Vrin, 1995.
- La théologie d'Abélard, Paris, Cerf, 1997.
- La Théologie et les arabes, Paris, Cerf, 2002
- Perspectives médiévales et arabes, Paris Vrin, 2006
- Medievalia et arabica, Paris, Vrin, 2013

Jean Jolivet a rédigé plusieurs articles pour l'Encyclopaedia Universalis, notamment : « Abélard », « Averroès », « Averroïsme », « Kindi » et « Scolastique ».

### Traductions
- Abélard, De l'unité et de la trinité divines, Paris, Vrin, 2001.

En 1997 est paru un ouvrage intitulé Langages et philosophie, hommage à Jean Jolivet, édité par A. de Libera, A. Elamrani-Jamal et A. Galonnier, aux éditions Vrin. Avec l'accord des Editions Vrin, la biographie de cette notice reprend des éléments de la biographie parue à l'époque dans ce livre.
Pour les comptes rendus des conférences de Jean Jolivet à l'École pratique des hautes études (Ve section) de 1966 à 1995, voir le volume annuel de l'Annuaire de l'EPHE, de 1966 à 1995.